# Garibaldi-Meucci Museum
Il Garibaldi-Meucci Museum è una casa museo. nel 1962 la fabbrica di candele di Antonio Meucci a Staten Island in New York, dove soggiornò per un periodo Giuseppe Garibaldi venne restaurata e i cimeli raccolti e sistemati. Si ricorda che Meucci in povertà mise nel suo testamento molti oggetti appartenuti o usati da Garibaldi durante i due anni di permanenza americana, attribuendone un valore storico, che però non venne compreso dai suoi contemporanei che vendettero il letto su cui il generale aveva dormito così a lungo per sette lire, il lavamano per due e venticinque e tutto il resto in proporzione. Comunque sia, il cottage di Meucci nel 1962 divenne il Garibaldi-Meucci Museum e nel 1980 dichiarato monumento dello Stato di New York e monumento nazionale degli Stati Uniti. Tutt'oggi è visitabile ed, inoltre, ospita la tomba dello stesso Meucci.